# The Brothers (Schiff)
The Brothers (Die Brüder) war ein 40-Tonnen-Schoner, der in der Bass-Straße in der Nähe von Tasmanien im Jahre 1816 unter dem Kommando von Kapitän William Hovell Schiffbruch erlitt. Am 25. Juni 1816 ankerte das Schiff nahe der Kent-Gruppe in der Bass-Straße als von Osten Sturm aufkam, die Ankerkette brach und das Schiff an der Küste zerschellte. Die Fracht bestand aus 20 Tonnen Salz und 800 Scheffel Weizen, die über Bord gingen. Der Seemann Daniel Wheeler ertrank. Zehn Wochen lang ernährten sich die Überlebenden von Weizen, der am Strand angespült war und von anderem Essbaren, bis sie durch die Brigg Spring unter dem Kommando von Kapitän Bunster gerettet wurden. Die Überlebenden erreichten Sydney am 6. September 1816.